# Copa Chevallier Boutell 1971
Copa Chevallier Boutell 1971 - turniej towarzyski o Puchar Chevallier Boutell między reprezentacjami Paragwaju i Argentyny rozegrano po raz piętnasty (zarazem ostatni) w 1971 roku.

## Mecze
| 4 lipca Asunción |  | Paragwaj | 1 | - | 1 (0-0) | Argentyna |

| 9 lipca Rosario |  | Argentyna | 1 | - | 0 (1-0) | Paragwaj |

## Końcowa tabela
| M | Reprezentacja | L.m. | Zw. | Rem. | Por. | Bramki | R.br. | Pkt |
| 1 | Argentyna     | 2    | 1   | 1    | 0    | 2:1    | +1    | 3   |
| 2 | Paragwaj      | 2    | 0   | 1    | 1    | 1:2    | -1    | 1   |

Triumfatorem turnieju Copa Chevallier Boutell 1971 został zespół Argentyny.